# Newton Flotman
Newton Flotman – wieś w Anglii, w hrabstwie Norfolk, w dystrykcie South Norfolk. Leży 12 km na południe od Norwich i 149 km na północny wschód od Londynu. W 2001 miejscowość liczyła 1197 mieszkańców.